# Étienne Rigal
Étienne Rigal, né le 21 décembre 1962 à Besançon, est un magistrat français.

## Biographie
Il passe sa jeunesse et son adolescence à Sceaux. Victime d’une récidive de cancer du péroné, il est amputé d’une jambe à l’âge de 22 ans. Devenu magistrat, il est notamment affecté de 1999 à 2003 au tribunal d’instance de Vienne, où il a pour collègue Juliette Devynck, sœur d’Hélène Devynck, journaliste alors épouse d’Emmanuel Carrère.
En 2021, il publie chez P.O.L. un livre s'intitulant "Restons groupés", où il évoque des moments de sa vie et les rencontres qu'ils l'ont marqué.

## Activité juridictionnelle
Membre du Syndicat de la magistrature, il développe, en matière de surendettement, une jurisprudence favorable aux consommateurs face aux sociétés de crédit à la consommation, s’opposant aux juridictions supérieures dont la Cour de cassation. La Cour de justice de l’Union européenne finira par lui donner raison, notamment en matière d’information des consommateurs, aboutissant à la suppression du délai de forclusion, le délai de deux ans après la signature d'un contrat au bout duquel le débiteur ne pouvait plus contester sa régularité.

## Représentation artistique
Étienne Rigal est l’un des personnages clef du livre d'Emmanuel Carrère, D'autres vies que la mienne, paru en 2009. L'ouvrage raconte la fin de vie de Juliette, juge d'instance à Vienne, atteinte d’un cancer. Dans le film Toutes nos envies, sorti le 9 novembre 2011 et adapté du livre d’Emmanuel Carrère, son personnage est joué par Vincent Lindon.

## Ouvrage
- Restons groupés, P.O.L., avril 2021, 256 p.[10]